# 방한민
방한민(方漢旻, 1900년 ~ 1968년)은 일제강점기의 독립운동가, 언론인이자, 대한민국의 교육자이다. 충청남도 논산 출신으로, 본관은 온양(溫陽)이고, 호는 아성(牙城)이다.
1920년 『조선일보』 창간을 주도했으며, 편집 및 사회부 기자로 일하면서 일본 국군주의를 비판하다 해직됐다. 이후 동아일보에 입사했지만 일제의 감시가 심해지자 일본 동경에서 유학을 떠나 1922년 6월 11일 문화신문(文化新聞)을 발간하였고, 니가타현 조선인 노동자 학살 사건에 대해 유학생 항의 데모를 조직하는 등 일제의 만행을 규탄했다. 1923년 8월 만주 천도경편 철도 개통식에 참석하는 일본 총독 살해와 일본 은행 등을 폭파할 계획이 발각돼 동아일보 지국장 김정기(金正璂), 김사국(金思國) 등과 일본 영사관 경찰에 체포되어 옥고를 치렀다.
대한민국 광복 이후 서울대학교 농대의 전신인 수원농대에서 잠사농업 강의를 했으며, 1952년 인하대학을 설립할 때 설립위원으로 참여하고 경제학과 교수로 재직하기도 했다.
대한민국 정부에서는 그의 공훈을 기리기 위해 1990년 건국훈장 애국장을 추서했다.

## 생애

### 출생과 성장
아성 방한민 선생은 1900년 1월 16일 충청남도 논산군 강경면 황금정 175번지에서 온양 방씨 아버지 방규석(方圭錫)과 어머니 조현정의 차남으로 태어났다. 그의 조부 방달주(方達周)은 선약장군과 종2품 용양위부사과를 역임하였고, 백부(伯父)인 방관석(方觀錫)은 사헌부감찰을 역임한 양반 집안이었다. 그의 부친 방규석은 조선 철종 13년인 1862년 임술 농민항쟁 시기에 태어나 조선 고종 22년(1885년) 무과에 합격하여 무반 3품직인 해방영간역청상가좌통정대부(海防營看役請賞加資通政)를 지냈고, 1908년 민회 의장으로 선출되었으며 면민들을 위하여 헌신하였다. 1910년 한일합병 이후에도 15년간 강경면과 성동면장으로 추대된 바 있다.
아성 방한민 선생은 성질이 온순하고 영특하였으며 다섯 살 때 서당에서 수학하였고, 여섯 살 때 보통학교에 입학하여 4년 과정을 마치고 보습과(補習科) 2년과정을 졸업하였다. 또한 15세 때 공주농학교를 입학하여 3년 수료 후, 수원권업모범농장(수원농림전문학교)에서 약1년간 잠업을 공부하고 자신이 배운 잠사업종 제조방법을 농민들에게 전수시켰다. 당시는 폭풍전야와 같은 시기였다. 1905년 일본이 한국의 외교권을 박탈하기 위해 한국 정부를 강압하여 체결한 을사조약을 시작으로 1907년 통감에게 막강한 힘을 실어준 정미7조약으로 이어지더니 마침내 1910년 8월 29일 경술국치의 슬픈 역사가 시작된 것이다. 한일합방으로 조선의 외교, 군사, 행정권을 가로채고 모든 주권을 빼앗은 일본은 조선에 대한 저들의 군사적 강점과 완전한 식민지지배를 국제적으로 공인화하였다. 이 조약의 공포로 어느 곳에 가든지 조선인들의 울분은 극에 달하였다. 부모님의 가르침에 따라 어려서부터 착하고 어진 마음에 정의감을 키워온 아성은 일본인이 조선 땅에 들어와서 무고한 백성들의 재산을 압류하고 죄 없는 농민들을 때리고 학대하는 것을 목격하면서 여러 번 항의하였다. 하지만 그럴 때마다 아버지가  '절대로 덤벼서는 안된다. 앞으로 장한 일을 하려면 인내심도 키워야 하느니라.'하며 그를 말렸다.
방한민은 19세에 부모님의 권유로 김해 김씨 김현규의 딸 김한배(金漢培)와 결혼한 후 슬하에 독자 방준영(方駿榮)을 두고 1919년 동경에 있는 서원(西原) 잠계(蠶系) 전문학교에 유학했다. 그러나 몸이 아파 학업을 포기하고 1년 후 고향으로 되돌아와 요양하였다. 이 무렵 방한민 선생은 일본제국주의의 무단통치에 항거하는 전 민족적 항일운동인 3·1 운동을 겪으면서 점차 일제에 저항하는 정치의식에 눈을 뜨게 되었다. 고향에 병 치료를 하느라 집에 있으면서도 당시의 어수선한 사회분위기와 무단통치로 이어지는 일제의 압제와 나라를 빼앗긴 술픔에 때때로 그의 젊은 가슴을 울먹이게 하였으며 몹시 분노케하였다. 이때부터 그의 손에는 잠업 서적 대신 문학과 사회과학 서적들이 쥐어졌다. 일본 도쿄의 600여명 조선유학생들이 조선기독교 청년회관에 모여 독립선언문을 발표하고 '생존을 위해 자유의 행동을 취하여서 독립을 달성하기를 선언하노라'라고 외치던 그 우렁찬 함성, 재일 한국인국민회가 발족되어 조선독립 만세를 목청껏 외치던 그 장엄한 목소리가 무시로 그의 귓전에 들여오는 듯하였다. 그런가 하면 삼천리 금수강산에 우레마냥 울려퍼진 3.1 독립만세소리는 더더구나 그의 가슴속에 더운피가 끓어 번지게 하였다. 서울 파고다 공원에서 터지여 종로 네거리를 누비며 나간 군중시위대오에 수만의 흰옷 입은 사람들이 합세하였을 때의 그 만세 소리는 삽시간에 전국에 파급되여 아성의 고향 논산에서도 그가 공부하던 공주나 수원에서도 겨레의 함성이 진동하였다. 일본에서 보고들은 일들, 조선에서 보고들은 일들이 머릿속에 주마등처럼 떠올랐다. '최후의 한사람까지 자유를 위하여 끓는 피를 뿌리리라' 들려오는 소식마다 그를 자극시켰고 그에게 커다란 부담으로 다가왔다. '왜 섬나라 일본사람들이 우리나라에 기여 들어와 주인행세를 하는가? 왜 독립을 요구하는 시위자들에게 일본 군경과 헌병들이 탄압을 감행하는가?' 이것은 그에게 있어서 정치의식에 눈을 뜨게하는 계기가 되었다. 이때부터 그의 손에는 잠업서적대신 문학과 정치도서들이 쥐어졌다. 원래 독서를 즐기고 사리 판단이 밝은 한민은 낮과 밤 따로 없이 넓은 세계와 복작한 인생을 내다보게 되었고 특히 피 맺힌 민족의 한을 가슴 아프게 느끼게 되었다. 1920년 정초에 도산 안창호 선생이 표명한 '나의 소원'은 그때 인생의 심각한 진통을 겪고 있던 그에게 바람직한 진로를 밝혀 주었으며 투쟁의 당위성을 안겨주었다.

### 항일 언론 독립운동의 선구자
조선일보 편집 사회부 기자로 항일언론투쟁의 선봉에 서다
거국적인 3.1 운동은 조선민중의 가슴속에 민족독립의 씨앗을 심어준 방면에 일본 총독정치의 일부정책에도 전환을 가져오게 하였다. 1910년 한일합방 이후 이른바 무단정치를 부르짖던 일제는 새로 한민족의 항일의식을 약화시킬 목적으로 문화정책을 펴나가기 시작했다. 표면적으로는 이전의 무력적 탄압에 비하여 너그러운 듯 보였지만 한민족의 반항정신을 소모시키는 가장 지능적인 통치 방법이었다. 문학서적등을 탐독하며 사회를 주의깊게 관찰해오던 방한민은 1920년 고향인 논산을 떠나 서울에 상경하였다. 이 무렵은 3.1 운동 시기 우리 민중의 격렬한 저항에 놀란 일제가 '문화정치'를 표방하여 표면적이나마 언론, 출판, 집회, 결사의 자유를 허용하면서 동아일보와 조선일보 등 우리 민족신문 발간이 추진되고 있었다.
서울에 올라간 방한민은 '새문명, 진보주의'를 표방하며 창간준비를 하는 조선일보사에 엄격한 입사시험을 통과하여 입사하게 되었다.
조선일보는 3월 5일에 창간기념식을 가지었으며 총 16면으로 창간호를 내놓았고 아성은 이 신문의 당당한 창간 창간멤버로서 활동하게 되었다. 당시 조선일보의 기자중에는 방한민외에도 사회부 기자로서 최국현(崔國鉉), 홍덕유(洪悳裕) 등 반일사상이 투철한 젊은 엘리트 기자들이 망라되어 있었다. 일제는 조선민중을 회유하려는 양두구육의 호도책의 하나로 일제치하 10년동안 암흑 속에 파묻히어 한치 앞도 예측하지 못했던 사회분위기를 총독부의 민간신문의 발행 허가로 창간한 조선일보, 동아일보, 시사신문 등을 통해 다소라도 알 수 있는 길이 열린 것이었다.
당시 방한민은 일제의 이른바 문화정치의 회유책동을 분쇄하기 위해서는 신문기자의 양심을 지켜 식민지 강점자 일제와 친일 매국역적들의 죄악상을 가차없이 폭로 단죄하면서 민족의 가슴속에 항일의식을 심어주는 것이 무엇보다도 중요하다고 생각하였다. 아성은 겨레의 응어리진 한을 터트리며 당국에 정면으로 도전하는 논설과 기사를 연속 게재하였다. 그리하여 창간 23일만인 1920년 3월 28일부터 총독부 경무국에 의해 압수처분과 발매금지 발행금지처분을 사흘이 멀다하게 당했으며 따라서 '조선일보는 미친개처럼 총독부를 물어뜯는 신문이다'라고 조선팔도에 소문나게 되었다.
아성은 1920년 6월 9일자 '朝鮮民衆의 民族的 不平 : 骨髓에 深刻된 大血恨의 眞髓'라는 기사에서 다음과 같이 일본군국주의를 비판하였다.
일찍이 일본 군마의 발굽에 함부로 짓밟힌 조선민중은 누구누구 할 것 없이 모두 일본 군인을 두려워하였고 총과 칼을 무서워하였다. 그뒤로부터 일본정부는 군인을 내어 보내 당시의 (통감부)로 하여금 조선 전체의 땅덩어리를 한 손에 주무르고 조선민족 전체를 총끝과 칼끝으로서 주무르려 하였다. 조선민중은 눈물을 흘리며 벌벌떨기를 오래하였다. 우는 아이가 울 때에 아이고 왜놈 온다 하는 것이 울음을 그치는 오직 한가지 모책이었다. 검은 두루마기를 입은 사람만 보아도 어린아이들과 부녀자들은 아이고 왜놈 하고 달아난다. 그러한 것을 보더라도 능히 알바이거니와 그동안에 일본사람이 총과 칼로서 조선민족을 쓸어 죽이려 한 것은 밝은 사실이 증명하는 바이라. (삭제) 총과 칼로서 인도와 정의로 삼는 일본의 군국주의는 말할 수 없이 조선 민족을 학대하고 조선민족을 멸망케 하려 하였다.

이 '조선 민중의 민족적 불평'이란 제목의 기사는 총독부의 압력으로 10회 연재로 중단되었다.
방한민은 독립운동 관련취재에서 수차 특종을 내자 그가 쓴 기사를 문제삼아 조선일보사에 발행정지를 수차례 명하였다. 1920년 7월 12일 3.1 운동 관련자 48인의 공판이 경성지방법원에서 개정되자 "작년(1919년) 3월 1일 선명한 빛 아래에서 정의와 인도를 이용하여 대한독립만세를 높이 부르다가 그대로 서대문 감옥에 들어가 오늘까지 신음하여 오던 천도교 교주 손병희이하 48명의 공판이 진행됐다 … 푸른날 검정구름 한 조각에서는 눈물인지 핏방울인지 굵은 물 몇 방울이 떨어지고 있다"고 3.1 운동의 감격과 회한을 상기시키며 당시 공판 내용을 생생히 보도하였다.
이어 7월 14일자부터는 48인의 심문 모습을 게재하여 일제는 긴급히 발매금지 명령을 내려 조선일보는 반포 금지를 당하였다. 이 기사는 무기명으로 되어 있지만 당시 독립운동 관련 취재를 주로 맡고 있던 방한민의 기사로 여겨진다.
1920년 7월 15일자 조선일보에는 언론의 자유를 잃고 입에 자물쇠를 잠근 모습을 그린 풍자만화와 함께 '긴 악몽'이라고 표제한 다음과 같은 글이 실렸다. '천하에서 기분이 좋은 것은 악몽을 깨었을 때로다 악몽에서 깨어나는 즐거움을 얻기 위하여 악몽을 꾸는 것이다.' 조선인은 우마(소와 말)가 어자(소나 말을 부리는 사람)에 부림을 당하듯이 채찍을 맞고 질책을 당하더라도 벙어리가 냉가슴을 앓듯이 아픔을 호소할 길이 없어 이를 입 밖에 낼수가 없는데 불과하도다. 이 모양으로 이미 10년의 성상이 지났도다. 긴 악몽이라 할지로다. 이것이 허깨비의 세상이라면 벌써 이 세상을 하직함이 나을 것이고 만일 꿈이라면 빨리 깨리로다. 검은 귀신이 파를 뒤집어 쓰고 암야에 섰도다 무서워라 무서워. 이 꿈만 깨면 즐겁도다. 묻노라 우리 민족이여 이 꿈을 꿈으로 볼 것이냐 꿈이라면 악몽이로다, 심신을 격려하여 활발한 동작으로서 발을 맞추어 전진할지라. 우선 깨여 있는 사람과 함께 전진할 지라. 전진의 길은 열렸도다. 일제 경찰당국의 '조선출판경찰개요'는 당시 조선일보의 항일론조에 대하여 다음과 같이 보고하였다. '조선일보는 1920년 3월 5일 창간이래 동년 7월 27일에 이르는 불과 3개월여 동안 발매, 반포금지 및 압수처분을 받기 실로 23회에 이르고 언제나 불온기사를 게재하여 민심을 선동하므로 빈번히 책임자를 불러 경고를 주었음에도 불구하고 조금도 개전의 정을 찾아볼 수 없고 특히 대정 9년 7월 13일자 제71호 지상에 게재하여 발매, 반포금지 및 압수처분을 받은 불온기사를 다시 호외에 재록하여 발행하는 등의 불신행위도 나왔다....' 일제치하의 암흑기에 겨레의 구심점이 되어 민족재생의 진로를 밝혀주고 민족계몽운동, 민족문화운동을 벌려 항일, 민중의식의 얼굴이 되었던 조선일보 창간초기에'아성'은 기자로서의 자신의 총명과 재질을 유감없이 발휘하여 민족을 위한 좋은 기사들을 많이 취재하고 발표하였다. 또다시 아성은 3.1 운동 탄압의 잔학상을 폭로하는 '골수에 맺힌 조선인의 한' 이란 배일기사등을 게재하여 민족적 울분을 일으키게 하였으며 조선일보는 1920년 8월 27일 '자연의 化'란 사설에서 어찌하여 철저하게 죽이려고만! 그것이 왜놈의 조선통치 정신이냐? 는 논설을 발표한 것을 문제삼아 1920년 8월 27일부터 9월 2일까지 7일간 한국 민간 신문사상 처음으로 정간 처분을 당하기까지 하였는데 당시 그 기사는 방한민이 쓴 것으로 알려졌다. 당시 조선총독부 경무국은 조선일보사 발행인을 호출하여 배일색채의 기자 축출을 강요하여, 결국 방한민을 비롯하여 최국현 등 3명의 조선일보 기자가 해직되고 말았다.
동아일보 편집기자
열정적으로 암흑기의 일제에 항거하면서 기자의 양심을 걸고 기자의 역할을 수행하다가 일제의 식민통치기구인 조선총독부의 강요에 의해 조선일보사에서 물러나온 방한민은 치밀어 오르는 의분을 가라앉힐 수가 없었다. 아성은 더욱더 철저히 일본의 무단통치 상황을 면밀히 검토해 보았다. 당시 서울에는 조선일보와 함께 민족대변지로서의 기치가 뚜렷한 동아일보가 있었다. 1920년 4월 1일 창간한 동아일보는 일제의 질고하에 신음하는 민족을 깨우치기 위하여 '조선민중의 표현기관을 자임'한다는 창간의 취지를 내걸고 수난을 무릅쓰고 불굴의 의지로 온갖 수난을 무릅쓰고 민족의 진로를 개척하는데 힘을 다하고 있었다. 항일기자로 소문이 자자했던 아성은 형 방한승의 도움으로 1921년 동아일보로 자리를 옮겨 편집기자로 활약 할 수 있게 된 것이다. 동아일보도 3.1 운동의 정신을 계승하는 민족지로서 일제의 총독정치를 맹렬히 비판함과 동시에 국내외의 독립투쟁소식과 세계 약소국가들의 독립운동 양상들을 대량 보도함으로써 일제의 식민지 강점하에 신음하는 동포들에게 투쟁의 앞길을 밝혀주었던 것이다.
방한민은 당시 3.1운동 2주년을 맞이하여 연재한 동아일보 社說 '일본 친구여'는 총독부 경무국에 의해 압수당하였다.
| “ | "아! 일본친구여, 우리로 하여금 속에 서리고 서린 說話와 가슴이 아프고 쓰린 심정을 충분히 토로케 하라. … 아! 일본친구여, 우리로 하여금 忌憚없이 터놓고 말하고자 하노라. 한일병합 후 과거 10년간에 그대는 총독부가 우리들에게 무엇을 주었다고 생각하는가 … 朝鮮 全道에 그물 늘어놓듯 하였던 저 유명한 '헌병제도'는 무엇을 의미하며 조선 전체에 자갈을 물려 일언반구의 심사를 吐치 못하게 하였던 저 유명한 '언론압박'은 무엇을 의미하였던가. 우리는 솔직하게 말하노라. 이 모든 것은 곧 조선인이 당시 총독정치에 대하여 불평을 抱한 까닭이며 불평의 폭발을 막고자 한 까닭이라 하노라. 그러나 타는 불을 옷깃으로서 가리울 수 있으며 흐르는 물을 손으로 막을 수 있는가. 이 不平은 폭발되고 말았도다 … | ” |

민족의 앞장에 서서 일본의 식민지 통치를 반대하여 용감히 싸우다 조선일보를 떠난 아성은 동아일보에 입사해서도 계속적으로 반일 색채가 짙은 글과 기사들을 정력적으로 게재하였다.
아성은 표면상으로는 독립의 선동을 행하는 기사를 실례를 타국에서 취하고 교묘하게 방어와 은어를 사용하여 독립사상의 선전에 노력하였다. 때로는 로마의 흥망을 논하면서 조선의 부흥을 암시하였고 때로는 애굽의 현실을 논하면서 조선의 독립을 설파하였다. <동아일보에 대한 총독부의 정간이유서> . 총독부 경무국의 주목을 받고 무시로 압력과 공갈을 당하던 동아일보도 총독부에 의하여 발행정지를 당하자 아성은 또다시 발걸음을 돌려야 했다. 훗날 대전형무소장은 아성의 가출옥과 관련하여 조선총독부에 제출한 보고서에서 그의 이른바 범죄원인을 '방한민은 동아일보사에 입사하여 편집을 담당하고 있던 중 당시는 조선독립소요사건직후로서 인심이 짙고 사상 또한 온전하지 못한 군중심리에 사로잡혀 있었다'고 밝혔다.
동경에서 《문화신문》창간
이무렵 동아일보는 1921년 6월 ~ 8월까지 무려 73회에 걸쳐 '니콜라이 레닌은 어떠한 사람인가'라는 표제 아래 러시아혁명을 성공으로 이끈 레닌의 일생과 활동등이 연재되고 있었다. 또 이 시기에 창간된 『개벽』, 『공제』, 『아성』, 『신생활』 등의 잡지에 마르크스의 계급론, 프롤레타리아 독재에 대한 사상, 크로포트킨의 상호부조론 등 사회주의와 아나키즘에 대한 글들이 게재되는 등 사회주의 이념이 수용되기 시작하였다. 또 1922년 1월과 4월 '김윤식 사회장사건'과 '사기공산당사건'이 일어나 민족운동 내부에 이념과 노선이 분화되어 그 과정 속에서 사회주의세력이 민족해방운동의 주도적 세력으로 부상하게 되었다. 이 무렵 방한민은 국내 언론에 반일의식을 고취시키는 기사를 통해 일제에 저항하는 활동보다도 더욱 본격적으로 일제에 투쟁하는 활동을 모색하게 되었다. 그는 이러한 생각을 실행에 옮겨 다시 일본에 건너가게 되었다. 유학생을 가장하여 도쿄로 건너가 문화신문을 창간하다.
일제의 총독정치가 날로 더 포악해 짐에 따라 3.1 운동이후 조선국내에서는 대규모의 대중봉기가 더 이상 일어나지 못하였다. 조선일보와 동아일보에서의 기자생활을 통하여 더욱 조선인의 한을 품은 한민은 장래의 철저한 투쟁을 머리속에 그리면서 1922년 4월에 유학생을 가장하여 현해탄을 넘어 일제의 심장부인 동경에 들어가 독립운동의 거점을 찾아 나섰다. 당시 조선국내에 훌륭한 대학이 없어 조선학생들은 극동지역 청년학도들의 도쿄로 건너가서 대학을 다녔으며 도쿄는 여러 부류에 속하는 독립운동가들의 은신처이기도하였다. 아성은 도쿄의 소압정이라는 곳에 숙소를 정하고 국내에서 볼 수 없었던 사회과학도서와 경제이론서적들을 열심히 탐독하면서 사회적 모순과 불평들의 근본 이치를 더욱 더 깊이 파헤쳐 보았다. '조선에서 총독정치를 끝장내고 왜놈들을 몰아내며 불평등한 사회제도를 뒤집어엎기 전에는 빈부의 차이를 없앨 수 없고 모든 사람들이 평등하게 살수도 없다. 그러니 급선무는 우리민중을 깨우치고 민중의 힘을 합치여 왜놈들을 쫓아내고 나라의 독립을 되찾는 것이다.' 아성은 정치 경제이론을 연구할수록 투쟁방향이 보다 명확해 졌으며 그럴수록 그는 세속에만 파묻혀 있을 수가 없었다.
방한민은 도쿄에 있는 니혼대학(日本大學) 사회경제학부에 입학하여 정치경제학을 전공하며 각종 사회과학 서적을 공부하였다. 당시 방한민은 대부분의 조선인 유학생들이 그러하듯이 신문배달이나 우유배달 등 고학을 하면서 대학을 다녔다. 당시 방한민과 문화신문을 발기했던 東洋大學 철학과에 다녔던 정찬선(鄭昌先)은 자신의 유학생활을 다음과 같이 회고하였다. "나는 그 동안 10리나 되는 먼곳으로 配達을 가서 4백여장을 배달하였다. 그리다 7, 8일 전에 발에 못을 찔리어서 步行을 엇지 못하야 10리가 넘는 먼 곳에 나의 사랑하는 鄭君을 대신 부탁하고 床에 누워서 돌아올 때를 기다리노라고 식은 밥을 노코 이때나 저때나 바라는 나 四疊 다다미 작은 방 속에서 낫이나 밤이나 鬱鬱한 心思를 억제치 못하는 나-우리네 동지가 만약 目見하면 동정의 一淚를 아끼지도 아니하리라. 중상은 아니다. 그러나 어느 때 완치될는지 기일이 망연하다." 당시 도쿄에는 3천여명의 조선학생들이 있었는데 그 삼분의 일이상은 고학생들이였다. 대부분 신문이나 우유를 배달하지 않으면 인력거를 끌었다. 이와같이 아성도 아침에는 신문배달을 하면서 고학을 하고 낮에는 대학을 다니면서 뜻을 같이는 유학생들을 모아 '문화신문'을 창간하였다. 일본 도쿄에서 방한민이 발행한 조선어 신문인 '문화신문'이 발행되었다는 소식은 국내에 전해져 1922년 7월 ~ 12월 조선일보와 동아일보에 다음과 같은 기사가 실렸다.
"동경 유학생 정창선, 방한민씨 외 10여인의 발기로 조직된 문화신문은 지난달 18일에 발행하기로 되었던바, 여러 가지 사정으로 인하여 지연되더니 지난 15일에 창간호를 발행하였는데 '민족의 철학으로 본 조선문화의 장래'라는 긴 논문을 시작하여 중국인 기타 우수한 청년의 충실한 논문 10여건이 되었는데 근래에 발행하는 유학생의 잡지로는 매우 충실하게 되었으며 그 신문의 주간 방한민씨는 사무를 가지고 입신 체재 중이라더라"
"방금 동경 동양대학에 재학중인 정창선 군과 일본대학에 재학중인 방한민 군 등 다수 한류 학생의 발기로 文化新聞이라는 월간잡지를 발행한다는데 창간호는 來 이십오일에 발행되리라 더라"
"동경 유학생 정창선씨와 십여인의 발기로 11월 15일에 동경에서 창간호를 발행하려던 문화신문은 여러 가지 사정으로 발행이 지체되던 중 지난 15일에 창강호가 발행되었는데 내용은 '민족성 철학으로 본 조선문화의 장래, 교육의 혁명, 민족운동과 사회운동' 외에 여러 가지 취미있는 기사가 만재되었더라"
"≪문화신문≫ 한글판, 월 2회, 발행인 변희용(卞熙瑢). 500부, 1922년 1월 창간"
이러한 당시 신문 내용을 종합해 보면 방한민은 정창선 등 10여명과 1921년 6월15일 경 월간지《문화신문》을 창간하였는데, 그 내용은 '민족성 철학으로 본 조선문화의 장래', '교육의 혁명', '민족운동과 사회운동' 등을 주제로 한 논문으로 구성되어 있었음을 알 수 있다.
그는 유학생들을 모아 '문화신문'을 조선유학생들과 동포들에게 배포하였다. 조선 유학생들 속에서 '문화신문'의 영향이 차츰 커지면서 문화일보의 주간 아성은 도쿄 조선유학생들의 주축이 되었다.
한편 1922년 7월에 니가타현에서 조선인 노동자 학살사건이 발생하였다. 이는 일본 니가타현(新潟縣) 신월(信越) 전력회사가 1921년 겨울부터 信濃川이란 곳에 동양 최대의 수력발전소를 건설하는 공사현장에서 노예같은 강제노동으로 고역을 견디다 못해 도망치는 조선인 노동자 백여명을 학살한 사건으로 징용자들을 노예같은 노동을 시키면서 노임도 제대로 주지 않으면서 폭행과 학살을 가하는 왜놈들의 만행은 조선국내에서 큰 항의물결을 불러 일으켰다.
당시 국내와 일본에 있는 조선인 사회단체는 이 사건의 진상을 규명하기 위해 50여명의 사회단체대표들이 '니이가다현조선인노동자학살사건조사위원회'를 결성하고 현지에 조사단을 파견하였다. 당시 국내에서는 1921년 1월에 조직된 서울청년회가 김사국을 보내어 이 사건의 진상을 조사하도록 하였다.
당시 방한민 등이 창간한 《문화신문》은 이사건의 진상을 자세히 보도하고 조선 유학생들의 항의 데모를 조직하여 일본의 살인만행을 준렬히 단죄규탄하였다. 이에 겁을 먹은 일본 당국자들은 치안을 방해한다는 이유로 문화신문에 발행 정지처분을 명하고 이 신문 주간인 방한민을 '공산주의적 사상이 점차 커지고있다'는 허울을 씌우며, 요주의 인물로 정하고 감시하자 그는 또 다시 일본을 떠나야 했다.

### 교육자· 독립투사로서의 삶: 용정에서 동양학원 설립운동
동경에서 북경, 그리고 용정으로
일본에서 언론 활동을 더 이상 계속 할 수 없게 된 선생은 1922년 12월 조선에 돌아왔다. 그리운 아내와 세 살배기 아들 준영을 오랜만에 만났지만 앞날의 투쟁에 대하여 생각하면 도저히 마음의 안정을 가질 수가 없었다.
'동경에서 이론을 배웠으니 이젠 중국에 가서 행동의 전술을 배워야겠다'고 다짐하며 5.4운동의 정신을 계승하여 투쟁을 계속하고 있는 중국땅에서 독립투쟁을 하는 독립군의 항일사상을 살펴보고자 1923년 1월초 중국 북경에 도착하였다. 아성은 북경에 머무르고 있는 조선인 학생 및 혁명가들과의 접속에서 자유와 독립과 민주주의에 대한 그들의 주장에 공명되여 열변을 토하기도 했지만 학생단체가 두파로 나뉘어 서로 지배권을 잡으려고 민중과 떨어져 부질없는 논의만 되풀이 하는 현상을 보고만 있을 수 없자 '말공부나 하고 민중을 등지고서는 어떻게 독립을 성취한단 말인가? 나는 절대로 그렇게 할 수 없다'고 다짐하게 되었다. 북경에 단기간 머물면서 그곳의 항일투쟁 상황을 파악하고 우리겨레의 응어리진 한을 터트릴 수 있는 바람직한 장소는 어디인가? 그는 무엇보다도 일제치하에 신음하는 동포들 속에 들어가 그들과 함께 살며 투쟁하고 싶었다.
님 웨일즈의 《아리랑》의 주인공 김산은 당시 북경에 대하여 다음과 같이 회고하였다.
"그 무렵 북경에는 학생 300명을 포함하여 800명의 조선인이 살고 있었다. 학생들은 두 파로 나뉘어 서로 지배권을 장악하기 위해 싸웠다. 민족주의자가 통제하는 '조선학생회'와 공산주의자가 지도하는 '조선인학생동맹'. 두 조직 모두 회원수가 비슷했다. 테러리즘 문제에 대해 많은 논란이 벌어졌다. 조선학생회는 테러리스트 지지파였고 반면에 조선인학생동맹 쪽은 공산당의 테러리즘 반대방침에 따라 테러에 반대하였다. 나는 조선인학생동맹과 역시 좌파인 조선사회과학연구소에 가입하였다." , "1921년 북경에 도착하자마자 나는 마르크스주의 문헌을 읽기 시작하였다. 우선 '공산당선언'을 공부한 후, 레닌의 '국가와 혁명'을, 그 다음엔 '사회발전사'라는 논문집을 읽었다. 나는 과학적 대중투쟁의 중요성과 쿠데타와 테러행위의 무익함을 금방 깨닫게 되었다. 나는 아직도 테러리스트들의 영웅적인 희생에 찬탄을 금할 수 없으며 내 무정부주의자 친구들 사이에 만연한 동지들의 자유로운 정신을 좋아하고 있었다. 그렇지만 그들이 실패할 운명에 놓여 있다는 것을 분명히 느꼈다." 1921년 당시 김산의 나이는 17세에 불과하였다.
아성의 북경행 목적과 그곳에서의 활동에 대하여 훗날 대전형무소장은 조선총독에게 제출한 보고서에서 다음과 같이 지적하였다. '방한민은 사회학도로서 연구의 목적을 가지고 북경으로 가게 되었는데 당시에는 조선의 현 상태에 싫증을 느끼고 독립을 희망하는 소위 불령분자들이 많아 자연히 그들과 내왕이 잦았던 것이다.' 조선학생들은 민족주의자들이 통제하는 조선학생회와 공산주의자들이 지도하는 한인학생동맹의 두 파로 갈라져 투쟁이론과 전술문제를 놓고 맹렬한 논쟁을 벌리고 있었다.
1928년 대전형무소장이 조선총독에게 제출한 '가출옥집행결과보고서'에서는 방한민이 용정에서 동양학원 설립운동을 하게 되는 이유를 "당시 동아일보 주필이 북경에 있고 사회학 등 연구의 목적을 가지고 북경으로 가게 되었는데 그곳에는 조선의 현 상태에 충분히 만족하지 못하고 독립을 희망하는 소위 불령분자들이 많아 자연히 그들과 내왕을 거듭하던 중 드디어 본죄를 범행하기에 이르렀다"고 언급하고 있다.
1923년 용정 사립 동양학원 설립
방한민은 1923년 1월 용정촌에 와서 대성학교에서 교편을 잡았다. 그러나 대성학교가 일본의 교육이념에 어긋난다는 이유로 학교 폐쇄조치가 내려지자 뜻을 같이하는 김정기(金正琪), 김사국(金思國) 등과 함께 대성학교 내에 졸업생들을 모아 동양학원(東洋學院)을 설립하였다.
동양학원(구, 대성중학교 현; 용정중학교)의 설립목적은 우리 동포의 지식을 깨우쳐 주면서 민족의 주권찾기, 조국의 광복을 위한 투쟁 방법등을 가르치는 것이었다. <잘사는 사람과 못사는 사람은 무엇이 다른가?> <인력거를 타고 다니는 사람과 끌고 다니는 사람은 무엇이 다른가?> 인간의 평등이란 바로 사회주의 이론으로 뭉쳐야 한다고 역설하며, 단재 신채호의 아(我)와 비아(非我)의 투쟁이론을 내세워 조선사람과 조선사람이 아닌 일본사람과 싸워서 반드시 조선의 독립을 찾아야 한다고 역설하였다. 사회적 모순과 불평등의 근본이치를 예리하게 파헤치는 아성의 강의는 언제나 학생들의 환영을 받았으며 그를 따르는 학생들이 많았다. 동양학원내에 사회주의 선전부와 특별부가 설치되면서 동양학원은 명실공히 하나의 전투적 집단을 이루고 청년학생들을 선도하였다.
동양학원에 대한 일제의 탄압
당시 청진지방법원의 판결문에는 다음과 같이 '동양학원 설립과정'과 '방한민 등의 일제 공관파괴 및 요인암살 계획 사건'을 언급하고 있다.
"대정 12년(1923년) 1월 지나 간도 용정촌으로 와서 이곳 사립 대성학교에서 잠시 교편을 잡고 있었으나 교장과 뜻이 맞지 않아서 사직을 하고 동년 4월경 피고 김정기, 김사국 등과 함께 사립 동양학원을 설립하고 자기 자신이 직접 사회학, 경제학 등의 교육을 담임하고 한편 同 학원 학생들을 격려하고 사회주의 사상 주입에 노력을 경주해 왔으며… 방한민은 사회주의를 선전하여 왔고 마침내 파괴행동을 단행하려고 이 기회를 기대하고 있던 차 동년(1923년) 5월 상순경 피고 韓金福의 소개로 알게 된 尹喆이라는 사람을 사회주의자로 인정을 하고 동인으로 하여금 직접 파괴행동을 실현하도록 하기 위하여 수차에 亘하여 방한민의 자택 및 기타 장소에서 동인과 회합을 하고 자신의 의사를 전달하고 동년 6월 중순경에는 조선혁명가가 될 사람들을 조직하고 선전부와 군사부를 구분하고, 동년 8월 12, 13일경 天圖輕便 鐵路개통식 거행시 기회를 잡고 군사부로 하여금 용정촌 국자가투에 있는 일본영사관과 공관 및 은행 등지에 폭탄을 投擲하여 동 건물 등의 파괴 및 참석예정인 총독의 살해와 동시에 주요 관리들을 암살하여 민심을 교란시킬 것을 기도하고 그것을 신호로 민심을 교란하여 민중 봉기를 일으킬 모든 행동계획을, 선전부에서는 사회주의 선전 삐라를 살포하는 한편 군사부는 윤철로 하여금 선전부에서는 방한민이 각각 책임을 지도록 조직을 하고 단행에 완수를 기하도록 협의 결정을 한 것이다."
위의 판결문과 예심종결 결정서에 따르면 방한민은 동양학원내에 사회주의 선전부와 군사부를 조직하여 1923년 8월 12일, 13일경 일제가 天寶山 광산의 銀광석과 銅광석을 약탈해 가기 위하여 이른바 '중. 일합작'의 간판을 내걸고 제1단계로 개산툰 - 용정사이에 '천도경편 철도'를 부설하고 '개통기념식'을 개최할 예정이었는데, 그때 참석할 예정인 일본총독을 살해하고 용정, 국자가 등에 있는 일본영사관과 공관 및 일본 은행 등을 폭파하여 일제의 통치기관에 심대한 타격을 가하여 그것을 신호로 민중 봉기를 일으킬 행동계획을 완료하였으나 안타깝게도 거사 직전 발각되여 체포되었다는 것이다.
당시 폭탄 30여개와 선전문 다수를 압수당하고 주모자 아성 방한민 선생과 동아일보 지국장 김정기, 김사국 외에 23명의 체포는 일제의 간담을 서늘케 한 중대한 사건이었던 것이다.
그러나 연변문사자료에 따르면 김사국이 방한민 등과 대성중학교의 부설로 '동양학원'을 설립하였는데, 일제가 '작탄매설사건'을 조작하여 동양학원을 폐교시켰다고 하였다. 이에 대해서 다음과 같이 설명하고 있다.
"1923년 3월, 초기공산주의자인 김사국(金思國)이 로씨야 연해주에서 룡정으로 왔다. 그는 방한민(方漢民), 김정기(金正琪), 리명희(李明熙)등 인사들과 힘을 합쳐 대성중학교의 부설학교로 《동양학원(東洋學院)》을 꾸리고 교사 아래층 2칸을 내여 대성중학 제1회 졸업생들을 위주로 70여명의 학생들을 모집하였다. 동양학원에서는 공산주의 선전부와 특별부를 설치하여 맑스주의와 사회주의 이론을 기본 교수내용으로 삼고 선진 청년들을 양성하였다. 동양학원은 연변의 첫 무산계급 민주주의 새 교육을 창시한 학교였다. 이로 인해 동양학원은 일제의 눈에 든 가시로 되었다. 일본총령사관에서는 동양학원을 큰 화근으로 여기고 없애버리려고 꿍꿍이를 꾸몄다. 1923년 8월 일제는 저들의 주구들을 사촉하여 야밤에 학교마당에다 작탄을 매설하여 놓고는 령사관 경찰들을 출동시켜 사출해낸 후 50여명의 사생들을 체포하는 《작탄매설사건》을 조작, 끝내 동양학원을 폐교해버렸다. 체포된 대부분 학생들은 인차 석방되었으나 김정기 등은 서울 서대문형무소에 압송되여갔다. 김사국과 리명희 등은 로씨야로 망명할 수밖에 없게 되었다. 혁명활동이 활발히 전개되던 대성중학교는 한때 혁명의 저조기에 들어서게 되었다."
이 '동양학원사건'에 대해 일제는 1923년 12월 24일 방한민에게는 '폭발물 취체벌칙 '제4조와 '支那在留帝國臣民取締法' 제8조, 제61조를 위반했다고 징역10년을 언도하였다. 또한 차병욱, 박종주는 징역8년, 한금복은 징역4년, 김시룡·김대규·정기형·김병진·이용운은 징역3년, 강희적은 징역 1개월 집행유예2년, 이병운·김진택·김정기는 무죄가 언도되었다. 이 사건의 최대 피해자는 방한민이었다. 그런데 당시 서울청년회의 지도자 김사국 등은 증거 불충분으로 면소되었던 것이다. 당시 김사국은 1922년 11월 무렵 '신생활사 필화사건'을 피해 간도와 만주 등지에 왔다. 이후 1923년 2월 김사국은 고려공산동맹을 창립한 이후 블라디보스톡의 코민테른 집행위원회 원동부에 파견되어 코민테른의 승인을 받으려 했으나 성과를 얻지 못하였다. 이후 김사국은 1923년 3월 그의 처 박원희와 더불어 간도 용정에 와서 동양학원 창설을 주도하였다.
당시 민족해방운동과 사회주의운동의 경험을 볼 때 이 사건의 주모자는 김사국이어야 하는데 김사국은 증거 불충분으로 면소 처분을 받고 풀려났던 것이다. 그런데 당시 김사국의 '서울파 노선'에 따르면 '건물폭파' 또는 '요인암살' 등은 무정부주의의 테러리즘으로 채택되지 않았던 것으로 여겨진다. 따라서 당시 방한민과 김사국은 동양학원 설립에는 협력했지만 궁극적인 운동방향은 상이하지 않았던 것으로 여겨진다. 당시 일제는 김사국, 방한민 등이 설립한 '동양학원'이 당시 간도에서 '항일 혁명의 온상'이었기 때문에 결과적으로 '동양학원'을 폐교시키는데 성공하게 되었던 것이다.
용정에서 체포되여 청진 감옥으로 끌려간 후
방한민의 체포는 그 당시 연변의 특종 기사로서 멀리 조선 서울의 신문들에도 크게 보도되여 강렬한 반응을 일으켰다. "지난 4일 오전 한시경에 간도 용정촌에서 적화음모를 세우던 사건이 발각되여 당지에 있는 일본영사관 경찰대에서는 경찰대 3대로 나누어 제1대는 동양학원으로, 제2대는 방한민의 집으로, 제3대는 토성보 방면으로 각각 향하여 방한민과 동아일보 지국장 김정기와 김사국외에 아홉명을 체포하는 동시에 폭발탄 30개와 선전문 다수를 압수하였다더라" <간도> .-조선일보 1923. 7. 12
"간도 4일밤 국민신문 도착전에 의하면 4일 새벽에 간도 용정촌에서 적화음모가 발각되여 방한민, 김정기, 김사국외 4명이 체포되었으며 동시에 폭발탄 30여개와 선준문 다수를 압수하였다더라." <동경특전> 동아일보 1923. 7. 13
"철천지 원수 일제에게 복수의 철퇴를 내리려고 동분서주하면서 빈틈없이 행동계획을 세웠으나 그만 사전에 발각되는 바람에 아성과 그의 전우들은 결국 용정에 있는 일본영사관 군경들에게 체포되여 구치소에 갇히게 되었다." 당시 아성과 함께 체포된 사람들의 수에 대하여 조선일보 기사에는 11명으로, 동아일보기사에는 6명으로 씌어져 있는 것과는 달리 '연변대사기'에는 23명으로 씌어져 있다. '7월 4일 용정의 일본영사관은 군경들을 파견하여 동양학원을 포위하고 교원, 학생주택을 수색하였다. 선전문들이 다수 색출되었고 방한민등 24명이 체포되었다. 그리고 한민과 그의 동료들이 일경에게 체포된 장소에 대하여 앞의 조선일보 기사에는 동양학원과 방한민의 집과 토성보 방향 세곳이라고 씌어져 있으나 청진지방법원의 판결문에는 그들이 새벽에 집합장소인 해란강변으로 나가는 길에 체포되었다고 밝혀져 있다. 이처럼 많은 사람들이 한날 한시에 체포되었다는 것, 그들을 체포하기 위하여 3대의 일본경찰대가 동원되었다는 것은 아성이 조직한 거사계획이 실로 일제의 간담을 서늘 케한 중대한 행동 계획이었다는 것을 말해준다. 용정 일본영사관에서는 아성등을 영창에 가두고 혹독한 취조를 가했으며 얼마 후에 그들을 청진지방법원에 신병을 인도하였다. 그 당시 동아일보에는 다음과 같은 기사가 실렸다. "지난 4일 새벽에 간도 용정촌 일본영사관에서는 돌연히 행동을 개시하여 그곳 동양학원을 중심으로 적화대음모를 계획하던 방한민, 김정기등 여덟명을 체포하는 동시에 폭탄 30여개를 압수하였다. 본보에 이미 보도한바 있거니와 그들은 취조를 마치는 대로 입건, 청진지방법원 예심에 부칠 터이라더라."
청진지방법원 공판정에서
1923년 12월 24일 함경북도의 청진지방법원에서는 피고 방한민에 대한 공판이 벌어졌다. 식민지 강점자인 일제의 법정이고 보니 법이란 것이 있을 수가 없었다.
판사는 초보적인 증거조사의 절차도 거치지 않고 '폭발물취체벌칙위반 및 지나재류금지명령위반죄'의 죄명을 뒤집어 씌우고 징역 10년을 선고했다.
판사는 판결문에서 '방한민이 사립 동양학원을 설립하고 .... 사회주의를 철저하게 선전하여 왔고, 조선 혁명가가 될 사람들을 조직하여 선전부와 군사부를 구분하고... 일제를 반대하는 파괴행동을 단행할 기회를 노리고... 필요한 폭탄반입을 획책하였다면서 '폭발물 취체벌칙 제4조와 지나재류제국신민취체법 제8조, 제61조를 어기였다고 억지다짐으로 죄를 만들어 판결을 한 것이다. 피고석에서서 머리를 굿굿이 쳐들고 판사의 판결문을 듣고 있던 아성은 놈들의 날 강도식 공판진행에 쓴 웃음을 보내면서 판결문을 듣고 있다가 다음과 같이 당당히 항변하였다.
"일본인들이 조선땅에 들어와서 조선사람을 공판한다는 이 자체가 무법이 아니고 무엇인가? 일본인들은 마치 한일합방이 두나라 백성들의 호의에서 나온 것처럼 주장하고 있지만 우리 조선사람들은 원한이 뼈에 사무쳐 있다. 이건 '합병'이 아니라 '병탐'인 것이다. 민족의 독립을 짓밟는 곳에 자유가 어디에 있고 평등이 어디에 있으며 선정이 무엇이란 말인가?" 아성의 항변에 판사는 고래고래 소리를 지르면서 그의 항변을 중단시키고 최소한의 요식행위조차도 없이 미리 만든 각본대로 부랴부랴 형을 언도하고 꽁무니를 빼려고 하였다. 강점자의 몽둥이를 마구 휘두르는 놈들의 판결에 아성은 단호한 항의를 하면서 조선 청년의 기백으로 '조선독립만세'를 소리 높이 외쳤다.
아성의'조선독립만세'소리가 공판정에 쩌렁쩌렁 울려 퍼지는 웨침소리에 장내는 삽시간에 아수라장으로 변하였다. 이 공판정 소란 건으로 인하여 방한민은 10년 징역형 외에 10일간 편지와 책을 읽지 못하는 처벌이 추가로 내려졌다.
청진감옥에서 자유를 빼앗긴 영어생활을 하면서
어둑 컴검한 복도가 십자형으로 난 한 감방, 쇠창살이 꽂혀 있어 햇빛조차 비켜드는 비좁은 감방안의 담 벽에는 성에가 하얗게 끼고 뼈 속까지도 추위가 스며드는 차디찬 감방 속에서도 아성은 뜨거운 정열로 가슴을 불태우며 지나온 짧은 인생을 돌이켜보고 미래의 투쟁에 대하여 생각을 하나하나 축적해 나아갔다. '세상에는 수천 수만 갈래의 길이 있다마는 우리 민족 앞에 놓여 진 길은 오직 두길 뿐이다. 그 하나는 일제를 따라가는 외세의존의 길이고 다른 하나는 자기 운명을 자기가 개척해 나아가는 민족주의자의 길이다. 그러 할진대 왜놈의 노예가 되기를 원치 않는 사람이라면 모두 다 일어나 왜놈과 싸워야하며 왜놈들을 이 땅에서 몰아내야한다.' 생각에 생각을 거듭할수록 아성은 자신이 용정에서 동양학원을 설립하고 학생들에게 민족해방의 진로를 밝혀주었고 왜놈들을 혼내주기 위한 중대한 결정을 한 것이 정당했다고 생각하며 한편으로 그처럼 엄밀한 행동계획이 거사직전에 오히려 놈들에게 붙잡혀 영어의 몸이 된 것이 몹시도 분하기도 하였다. 왜 실패하게 되었나? 행동계획은 어디까지나 비밀리에 짜여졌었는데 놈들이 그것을 어떻게 탐지했단 말인가? 우리내부에 일본 놈들의 밀정이 잠입했는가? 그 동안 손잡고 싸우던 동지들의 얼굴이 하나하나 그의 머릿속에 떠올랐다. 생각할수록 아성은 오리무중에 빠지기만 하였다.
청진에서 대전형무소로 이송
방한민은 청진지방법원에서 징역 10년형을 언도받고 복역을 하던중 1924년 4월 청진으로부터 대전형무소로 이송되어 고된 징역살이를 강요당하였다. 대전형무소에 옮겨간 뒤에 그는 독방에 수감되어 다른 재감동료들과 접촉할 수가 없었다.
청진 감옥에 있을 때에는 옥중의 동료들과 자주 마주 앉아 학문도 연구하고 그들에게 심리학도 강의해줄 수 있었으나 독방에 홀로 갇히어 지루한 시간을 보내자니 외롭고 괴로웠다.
당시 대전형무소에 수감된 방한민의 '身上票'에는
- 작업에 관한 사항; 병감 소제부로 취업하여 4등으로 진급함...간병부로 취업하고 표리없이 노력함.
- 교육에 관한 사항 : 본 기간 서양사, 문예부흥사, 영문 성서 등을 탐독함. 교육에 관해서 항상 서적을 열독하는데 태만하지 않고 본 기간 근대문예 12강 및 영문일역 연구서등에 취미를 가지고 있음. 교육은 항상 자습 독서에 노력하며 본 기간 진종성전(眞宗聖典), 일본외교사, 심리학 강의 등을 탐독함"이라고 되어 있었다.
- 친족 및 고향에 관한 사항; 부모처자의 건강등 신상을 항상 염려하고 있음. 본 기간 부친 규석 접견 1회 있었고 상호 건강을 염려하였음. 본 기간 부친 앞으로 우편 발신 3회, 수신 5회 있었음.

이 외에도 '신상표'에는 그가 술을 마시지 않고 종교를 믿지 않으며 독서를 즐기고 사리 판단이 명석하고 정치적으로도 드물게 보는 온후하고 과묵하고 자만하지 않으며 또한 일어에 숙달하고 중국어는 회화, 통역등 유창하며 영어는 번역까지에는 미치지 못하지만 일상 평이한 회화는 할 수 있는 정도라고 씌어져 있다.
한 맺힌 조국광복을 꿈꾸며 수감생활에 들어간 아성선생은 해란강의 월색 고요한 은빛 강물을 더 이상 보지도 못한 채 대전형무소로 이감이 되어 복역을 하던 중 소화불량등으로 몹시 힘든 수형생활을 하고 있다는 조선일보, 동아일보등의 신문지상에 자세히 보도되었다.
1925년 4월 4일 조선일보에는 '간도사건수령 방한민 신음중'이란 표제하에 다음과 같은 기사가 실렸다.
"재작년 간도사건의 두령으로 청진지방법원에서 징역 10년형을 선고받고 지금 대전형무소에서 복역 중인 방한민은 금년 1월 이래로 소화불량으로 병감에서 신음중이라더라"
이 소식은 나래가 돋힌 듯 삽시에 조선본토와 연변지방에 전해져 용정 동양학원사건에 대하여 관심이 많았던 수많은 사람들의 주의를 끌었으며 특히 그의 고향인 충청남도 논산군 강경면 주민들에게 전해져 불안을 자아내었다. 그렇지 않아도 아성이 용정에서 체포되어 청진감옥을 거쳐 대전형무소에서 복역중이라는 소문을 듣고 가슴 아파하던 고향사람들은 그가 병감에서 앓고 있다는 신문기사를 읽고서는 더 이상 앉아 있을 수가 없었다.
충남 논산 고향 사람들 가출옥 진정운동을 벌리다
그의 고향 논산 사람들은 그의 가출옥을 위한 진정운동을 벌렸다.
조선일보는 1926년 11월 27일자에 '방한민군 가출옥을 대전형무소에 진정'이란 표제로 다음과 같은 소식을 발표하였다.
"간도 용정촌에 있던 동양학원의 강사로 투쟁조직을 강화하고 각 관공서등을 파괴하여 요인을 암살하려던 음모가 그 지방 영사관에 발각되어 청진지방법원에서 10년 징역형의 판결을 받고 대전형무소로 이감되어 복역 중인 아성 방한민군을 위하여 강경면 유지일동은 여러가지의 비참한 그 가족의 생활을 들어 형무소 당국에 진정하고 다시 그의 가출옥이라도 될까하여 2백 여명의 연서로 이십칠팔일 경에는 대전형무소장에게 진정서를 제출할 터이라더라"
1927년 6월 28일에 대전형무소장은 법무국장 앞으로 보낸 보고서에서 "대정 15년(1926년) 11월 30일 논산군 강경면의 김재형등 211명, 소화 2년(1927년) 6월 4일 동면의 박대동외 108명의 연서로 진정서를 제출해왔다."고 썼으며 1928년 2월 3일 강경면 경찰서장은 대전형무소장에게 "본월 2일 강경면 소재지 사정 덕유정에서 방한민이 가출옥의 은전을 받도록 운동 중에 있는데 이미 약200여명의 조인을 받고 있으며 1,000여명의 조인을 받아서 대전형무소장(귀관) 앞으로 진정서를 제출할 계획을 하고있다."고 통보하였다.
강경면의 유지인사 박대동 외 108명은 1927년 6월 4일 조선총독에게 제출한 진정서에 다음과 같이 썼다. '방한민은 성품이 온순하고 부친 형제지간 우애가 두텁고 올바른 교육을 받아서 자신의 인격을 닦아왔을 뿐 아니라 멀리 동경 그리고 북경에까지 가서 상당한 식견을 소유하고 있는 사람으로 평소에 비행이 있다는 사실을 저희들은 들은바가 전혀 없었으며 동인을 알고 있는 사람은 다 같이 장래 유망한 청년으로 기대가 컷 던 인물이었다. 그러므로 특별히 승찰하시여 방한민에게 가출옥의 은전이 베풀어지도록 해주신다면 동인으로 하여금 올바른 일에 취업을 시켜서 장래를 위하여 완전히 새로운 사람이 되도록 노력할 것이며 동인이 재삼 비행을 저질렀을 때에는 저희들은 다 같이 그 책임을 질 각오를 가지고 있습니다. 각하의 특별한 배려에 의하여 전도가 양양한 청년의 앞날에 자포자기하지 않고 그 인생이 잘못되지 않겠금 간곡히 청원해 마지 않습니다. 고향사람들의 강력한 진정운동은 일제 권력기관에 대한 압력이 되었다.
논산군 강경면 고향사람들의 진정운동이 언론에 알려지는 등 날로 높아가는 진정과 탄원에 사회문제가 되어가자 원성을 무마하기 위하여 대전형무소장은 1928년 5월 18일 조선총독 앞으로 "방한민의 가출옥을 허가해 주실 것을 바라나이다"라는 보고를 올려보냈다.
어쩔수 없는 상황이라고 판단한 총독은 더 이상 붙들어 둘 수 없다고 깨닫고 가출옥을 허가하게 되었다.
마침내 아성은 논산군 강경면 유지 319명의 가출옥 운동으로 형기를 1년 3개월을 남겨둔 상황에서 1928년 6월 2일 오전 10시 당국의 형집행정지로 대전형무소에서 출옥하였다.
출감 후
철창 속에서 풀려나온 아성의 건강은 몹시 허약하였다. 식사도 형편없이 하였고 벼룩투성이의 감방에서 병으로 오랫동안 앓은 탓으로 폐인이 되고 말았다. 아성은 고향에 돌아가서 한동안 몸조리를 하였다. 부모양친은 그가 많은 고문을 당하고 옥에 갇힌 뒤 갖은 고생을 하느라 집을 떠날 때 보다 몹시 늙어보였으나 아들을 자랑스럽게 생각하였다. 아내 또한 결혼한 지 10년 세월이 되도록 집에서 걱정 속에만 살다 만나니 반가워했다. 아성은 자신의 가석방을 위해서 노력한 강경면 유지인사들을 찾아가 진심으로 감사를 표시하였다. 동네사람들은 그가 감옥에서 나온 출소자라해서 피하는 것이 아니라 오히려 장한 일을 하고 돌아온 영웅처럼 존경하며 친절히 대해 주었다. 몇 달 동안 집에서 쉬면서 몸조리를 했더니 건강상태가 차츰 호전되어갔다. 그는 부친이 '엄중보호와 감독을 경주하여 농잠업에 종사케 할 것이다'고 대전형무소장에게 보증하였기에 처음엔 집에서 부모님의 일손을 도왔다. 그러나 거의 10년 동안이나 폭풍의 격동 속에서 자신의 청춘과 정열과 사상을 고스란히 외로운 투쟁에 바쳐온 아성으로서는 그저 자기 집, 자기의 한 고향마을에만 파 묻혀 있을 수 가 없었다. 그는 차츰 다른 동네, 다른 도시로 나들이를 하면서 다시 의기투합된 친구들과 재차 민족이 바라는 투쟁의 길에 뛰어 들 기회만 엿보게 되었다. 그러던 중 그가 일제를 신랄하게 비판하여 민족지로서의 명성을 얻은 조선일보사에서 그가 활동할 건강이 회복된 것을 알고 다시 조선일보에 와서 근무해달라는 전갈이 오자 그는 망서림 없이 승낙을 하고 곧바로 조선일보 편집부에서 일을 다시 시작하게 되었다. 출감 후 다시 조선일보에 복직하면서 조국에 대한 선으로'날마다 나의 피와 살과 정신을 온전히 나라에 바치겠다'는 신명을 가지고 열심히 근무하였다. 아성의 연속적인 항일기사로 인하여 수차례 정간을 당한 조선일보사에서는 아성의 이름을 가명으로 사용하는 배일기사가 다시 연재되기 시작하였다. 다시 일제의 서슬퍼런 눈들이 조선일보로 향하자 총독부에서는 꼬투리를 잡으려는 데 혈안을 세우고 있었다.

### 열성자대회에 연류되어 다시 투옥되다
1929년 6월 12일 새벽 경성의 종로서 고등계 형사들이 학생과 청년 10여명을 검거하였다. 당시 검거된 사람은 협동조합운동사 주요간부 정헌태, 이시목과 방한민, 안상훈과 학생과학연구회 검사위원이며 보성전문학교 학생 현운필, 중동학교 학생이며 학생과학연구회 회원인 박승원, 안상윤, 김상섭, 청년회관 생도 이병각, 연희전문학교 학생 이모(李某), 고학당(苦學堂) 교원 이준열, 경원선 열차 내에서 이규송, 6월 13일 오전 안국동에서 서울청년회 간부 홍승유, 이준호와 신간회 회원 한봉석등 16명이 검거되었다. 이 사건은 경상북도 안동 출신의 사회주의자 안상훈(安相勳)의 '열성자대회 사건'이었다. 안상훈은 화요파 출신으로 모스크바 동방노력자공산대학 출신이며 1929년 3월 만주 길림성 돈화현에서 조선공산당 재건준비회의 발기회가 결성된 직후 국내에 파견되어 서울에서 당 재건운동을 준비하다가 검거되었던 것이다. 방한민은 이 사건의 배후인물로 체포되었다. 당시 조선총독부 경무국장은 이 사건을 '서울파의 재조직운동'으로 보고 다음과 같이 보고하였다.
"소화3년(1928년) 4월 평안도 신의주 경찰서에서 검거된 비이론파(서울파) 조선공산당사건의 당 중앙간부 정치부위원 이운혁은 당시 체포를 면하고 경성부내에 잠재하여 잔당 이준열, 이민용 등으로 하여금 후계당 조직을 비밀리에 계획하고 블라디보스톡으로 건너갔지만 이준열 등은 동지를 규합하고 다음 해 1월 이래 경성부내에서 여러차례 회합하고 조선공산당의 잠정 조직을 마칠 무렵 동년 3월 재블라디보스톡 이운혁, 밀사 이기순, 김세권은 전후하여 입선하여 동지와 회합하고 코민테른 제6회 대회후 모스크바에서 화요회계 김단야, 서울 및 상해계 이동휘, 김규열, ML계 양명, 한해 등의 의견 충돌로 종래의 공산당은 인정할 수 없게 되어 코민테른은 새롭게 당조직 결정서를 당원에게 수교할 뜻을 밝혀, 이에 당의 잠정 조직을 조선공산당재조직준비위원회라 개칭하고 조직부위원 정헌태는 지식계급을 중심으로하는 운동방침을 결정하였는데, 동년 4월 상순 재 길림 당지도 간부 서울계 김영만은 밀사로서 안상훈, 송무영을 입선시켜 이준열 등의 일파인 조선일보기자 방한민에게 코민테른 결정서 및 당 재조직 준비로서 악티비스(열성자)회를 일으키라는 지령을 수교함으로써 재조직준비는 구체하되어 야체이카, 고려공산청년회, 조선피압박동맹회 등 조직에 착수하기에 이르러 당재조직준비위원회는 책임비서 이준열, 조사부책임 방한민, 조직부책임 이민용, 정치부 책임 정헌태, 고려공산청년회는 책임비서 이민용 동후부 정헌태 경기도간부 정관진, 야체이카 책임 방한민, 정관진, 주윤흥, 정헌태, 조선피압박동맹회는 방한민 등이 중심이 되어 오로지 조직에 복무하고 있는 것을 동년 6월 경성종로경찰서에서 탐지하여 다음의 LL파의 책동과 더불어 검거하여 관계 피의자 86명(미체포 41명)을 7월 16일 치안유지법위반으로 관할 검사에게 송치하였다"
그러나 당시 일본 경찰은 방한민이 그 사건과는 별로 연관된 것을 찾지 못하자 방한민을 분리하여 심문하였다. 안상훈을 비롯한 이준열, 방한민, 정헌태, 민병로, 박승룡, 주윤흥, 이민용 등 관련자 8인에 대한 공판은 1931년 4월 23일 경성지방법원에서 진행되었다. 안상훈은 이 사건에서 치안유지법위반으로 징역 5년을 선고받았고, 방한민에 모진고문을 가하면서 아성이 가출옥 후에도 조선일보사에서의 항일기사 작성등에 앙심을 품고 치안유지법 위반으로 징역7년과 미결구류 300일을 통산하는 판결을 선고하였다. 당시 총독부는 독립운동가들을 체포할 때 대다수를 사회주의자, 공산주의자, 적화적 대혁명분자로 몰아쳤다.
방한민은 다시 대전형무소에 수감되어 7년의 형기를 마치고 1937년 10월에야 출옥하였다. 형기를 마친 방한민은 모진 고문과 두차례 13년간이란 오랜 감옥생활로 정신이상자가 되어 서울 대방동에 있는 정신이상자 수용소에 들어가 수용생활을 하다가 해방을 맞았다.

### 대한민국 광복 이후
대한민국 광복 후 서울대학교 농대의 전신인 수원농대에서 잠농업을 강의한 바 있으며, 6·25의 와중이던 1952년 하와이 교포 이주 50주년 기념사업으로 뒤떨어진 우리나라의 공업 수준을 향상시키기 위하여 당시 대통령이던 이승만 박사의 발의로 하와이 교포들의 정성어린 성금, 그리고 국내 유지의 성금 및 국고보조금등을 기금으로 인하대학을 출범할 당시 설립위원으로 참여하고 경제학 교수로 활동했다. 방한민은 한국 최초로 고구마재배법을 전수시켜 굶주리던 주민들의 식생활에 큰 도움을 주기도 하였다. 제2대 국회의원 선거에 출마하였으나, 한국전쟁 중 실종되었다.

## 평가
홍범도 장군과 김좌진 장군이 봉오동전투(1920년 6월)와 청산리전투(1920년 9월)에서 일본군을 대파시키어 일본군의 가슴을 서늘하게 하였다면 아성 방한민 선생은 붓(筆鋒)으로 일본에 항거한 기자로서 조선의 독립을 부르짖고 청소년에게 대한조선의 광복의 꿈과 희망을 안겨주었던 언론, 출판, 교육, 계몽, 문화, 의열투쟁등 다방면의 항일운동가로서 애국 애족의 국가관을 심어준 선구자적인 독립투사로 평가된다.
정부는 일제하 평생을 독립과 민족해방을 위해 투쟁한 선생에게 1990년 8월 15일 건국훈장 애국장을 추서하고 독립유공자로 숭배하며 애국 애족의 민족지도자로 추앙하고 있다.
국가보훈처는 광복회·독립기념관과 공동으로 조선일보 창간멤버로서 배일기사를 연재하고 간도에 동양학원을 설립하여 민족교육에 앞장선 방한민 선생을 2010년 1월의 독립운동가로 선정하였다.

## 학력
- 공주농학교
- 수원권업모범농장 (수원농림전문학교)
- 일본 도쿄 니혼 대학(日本大學) 사회경제학부

## 가족 관계
방한민은 충청남도 논산의 온양 방씨 양반 집안에서 태어났다. 할아버지 방달주(方達周)의 자(字)는 성거(聖居)로 조선 후기 선약장군(종4품)과 용양위부사과(종2품)를 역임하였다. 그는 충남 논산 덕유정의 사백(射伯)을 지내기도 했고, 사계좌목 4권의 서문을 작성하기도 했다. 방달주는 슬하에 두 아들을 두었는데, 방한민의 백부(伯父)인 방관석(方觀錫, 1859년 11월 6일생)은 사헌부감찰을 역임하였다.
아버지 방규석은 조선 철종 13년인 1862년 태어나, 1884년 무과를 합격하고, 이후 해방영(海防營)에 간역(看役) 소임을 다해, 정3품 통정대부(通政大夫)로 加資되었다. 1908년 민회 의장으로 선출되었다. 1910년 한일합병 이후에도 15년간 논산 강경면과 성동면장으로 추대된 바 있다. 방규석은 당시 면민들의 신망을 받아 1921년 성동면장 재직시에 면민일동 이름으로 공렴비(청백리비)가 세워졌으며 80년이 지난 지금도 오랜 풍상을 이기며 굳굳하게 세워져 있다. 아성 방한민은 총독부의 가시가 되어 1926년 1월 논산군수 藤井熊之助에 의해 사직 권고를 받았다. 이에 당시 성동면민들은 면민대회를 열고 부당한 사직에 대해 격렬히 항의하며 방규석 면장 유임운동을 대대적으로 벌이기도 하였다.
방한민의 형 방한승(方漢昇)은 동아일보 창립 기자를 거쳐 매일신문, 경성일보 기자로, 동생 방한호(方漢昊)는 중외일보, 매일신보 기자로서 3형제가 모두 기자로 활동한 것으로 유명하였다.
- 할아버지 : 방달주(方達周, 1826년 12월 24일 ~ 1890년 8월 3일)
  - 큰아버지 : 방관석(方觀錫)
  - 아버지: 방규석 (方圭錫, 1862년 5월 8일 ~ 1944년 9월 1일)
  - 어머니: 조현정
    - 형 : 방한승 (方漢昇)
    - 동생 : 방한호 (方漢昊)
    - 본인: 방한민 (方漢旻)
    - 부인: 김한배 (金漢培)
      - 아들: 방준영 (方駿榮)
        - 손자: 방병건

그의 손자인 방병건은 '독립유공 애국지사유족회' 회장을 역임하였다.

## 같이 보기
- 이 달의 독립운동가

## 참고 문헌
- 아성 방한민 선생의 삶과 민족해방운동, 전명혁 (한국외국어대학교 겸임교수)